# Лофур білохвостий
Лофур білохвостий (Lophura bulweri) — вид куроподібних птахів родини фазанових (Phasianidae). Видова назва bulweri вшановує сера Генрі Ернеста Гаскойна Бульвера, губернатора Лабуана в 1871—1875 роках, який подарував типовий зразок Британському музею.

## Поширення
Ендемік Калімантану. Він населяє первинні тропічні ліси, які ростуть на пологих схилах у низьких пагорбах, як правило, на висоті від 300 до 1500 метрів. Під час сухого сезону трапляється вздовж найважливіших водотоків і в руслах струмків. Під час вологого сезону він відвідує береги річок рідше, знаходячи необхідну вологу у невеликих водоймах, усіяних лісом. Незаймані джунглі залишаються його улюбленим місцем проживання, і він уникає оброблених полів і відкритих ландшафтів.

## Опис
Довжина самця становить 75-80 см, з яких 40-45 см припадає на хвіст, вага 1500—2000 г. Самиця трохи менша: 50-55 см в довжину, з яких 15-20 см припадає на хвіст, при вазі 800—1000 г. Самець має щоки небесно-блакитного кольору, з обох боків є два незвичайно пружних набряклих карункула. Довгий білий хвіст у позашлюбному забарвленні складається з 24 кермових пір'їн, у шлюбному з 32 (кількість цих кермових найбільша серед диких птахів; імовірно, у самця криючі хвоста перетворюються на кермові). Кермові пера широкі, серпоподібно вигнуті, ззаду загострені; сім пар зовнішніх пір'ї мають подовжені махові пір'я і не мають прапора на кінчику, що виглядає потертим. На капюшон виходять два невеликі рогові виступи того ж кольору, що й плетенки. Горло і груди мають малиновий колір . Все оперення варіює за кольором від темно-синього до чорного. Ноги помарнчево-червоні. Самиця має тьмяно-коричневе забарвлення з тонкими чорними плямами. Голова безгребінна, шкіра обличчя та очниці блакитні.